# أندرو ويلسون (مؤرخ)
أندرو ويلسون (بالإنجليزية: Andrew Wilson)‏ هو مؤلف ومؤرخ وعالم سياسة بريطاني، ولد في 15 أكتوبر 1961 في كمبريا في المملكة المتحدة.